# Maur de Parenzo
Pour les articles homonymes, voir Saint Maur (homonymie) et Parenzo.
Saint Maur de Parenzo ou Maur de Parentium est un saint de l'Antiquité romaine du IIIe siècle, évêque de la ville romaine de Parentium. Mort martyr au tout début du IVe siècle, sa mémoire est célébrée depuis le VIe siècle (au moins) dans sa ville d'origine : Parenzo. Le pape Jean IV en rapatriant ses reliques à Rome, diffuse son culte dans le monde chrétien.

## Biographie
Saint Maur est une personnalité mal connue. Il est à peu près assuré qu'il était évêque de Parentium (aujourd'hui Poreč en Croatie) au moment de la dernière persécution, celle de l'empereur Dioclétien, qui eut lieu au tout début du IVe siècle (vers 303). Il serait alors mort martyr durant cette persécution des chrétiens. Il aurait été inhumé hors des murs de la cité,,.
Selon une légende, Maur serait un moine africain venu en pèlerinage à Rome. Les légendes nombreuses concernant son hagiographie divergent et offrent plusieurs versions : il meurt à Rome lors de la persécution de l'empereur Numérien (en 284), mais des matelots africains s'emparent de son corps et viennent s'échouer à Parenzo où ils l'inhument. Une version dit qu'après son pèlerinage à Rome, sur le tombeau de Pierre il se rend en Istrie où il serait élu évêque de Parentium. Il est alors tué lors des persécutions de Dioclétien.
Ce qui est attesté, c'est que deux siècles plus tard, au milieu du VIe siècle, l'évêque Euphrasius fait construire la grande basilique euphrasienne dans la ville, et y transfère ses reliques. Dans les voutes de la basilique, une mosaïque représente le saint revêtu du pallium et portant la couronne des martyrs. Des inscriptions relatives à la construction de cette basilique et à la translation de ses reliques confirment son statut d'évêque de la ville. Cette église est construite sur un sanctuaire plus ancien contemporain de Maur,,.

## Mémoire et culte
Célébré dans la basilique euphrasienne de Poreč depuis le milieu du VIe siècle, les reliques de saint Maur sont envoyées à Rome à la demande du pape Jean IV, dit le dalmate, qui au VIIe siècle collecte de nombreuses reliques de martyrs et de saints de cette région pour enrichir son oratoire du Latran,. Un des buts du pape était de « sauver les reliques de la profanation par les barbares » Avars et Slaves. Les reliques de saint Maur sont installées dans la basilique Saint-Jean-de-Latran, et elles y sont toujours conservées à ce jour. Le culte de saint Maur s'est répandu dans des régions très éloignées, on le retrouve dans les Pouilles et même en Bretagne,.
Aujourd'hui, sa mémoire est commémorée dans l’Église catholique le 21 novembre,.